# Eupithecia catalinata
Eupithecia catalinata là một loài bướm đêm trong họ Geometridae.